# Illa de Wellington
Illa de Wellington (Isla Wellington) es troba a l'oest del camp de gel del sud de Patagònia a Xile. Ocupa una superfície de 5.556 km² i gran part de l'illa forma part del Parc Nacional Bernardo O'Higgins. L'habita l'ètnia Alacaluf que resideix a Puerto Edén, l'únic lloc habitat de l'illa.